# La guerra della fine del mondo
La guerra della fine del mondo (titolo originale La guerra del fin del mundo) è un romanzo storico dello scrittore peruviano, poi naturalizzato spagnolo e premio Nobel per la letteratura, Mario Vargas Llosa, pubblicato nel 1981. Il libro rielabora con la fantasia gli eventi relativi ad un fatto realmente avvenuto alla fine dell'Ottocento in Brasile, la guerra di Canudos, attraverso l'esperienza ed il racconto di personaggi che a vario titolo vengono coinvolti nella singolare e tragica vicenda. Fatti, ambientazione ed avvenimenti sono tratti dall'opera Os Sertoes di Euclides da Cunha tradotto in italiano come Brasile Ignoto.

## Trama
Verso la fine del diciannovesimo secolo tra i desolati villaggi del sertão si aggira un uomo che sembra sospinto da una fede incontenibile. Vive di carità e dove compare ripara chiese e cimiteri abbandonati predicando con semplicità e vigore la parola del Signore, nell'attesa di una prossima fine del mondo. Il suo nome è Antonio e per tutti diventa il Consigliere, attirando seguaci grazie ad un carisma che si rafforza con gli anni, offrendo speranza e solidarietà ad anime smarrite e prive di riferimenti. Lo accompagnano persone naturalmente votate al misticismo come il giovanissimo Antonio detto il Beatino o la sventurata Maria Quadrado, assieme ad alcuni sanguinari Cangaço: João Grande, João Satan (João Abade) e Pajeú, ma soprattutto persone comuni che nelle parole di quell'uomo cercano sollievo da una vita durissima. Ed i segni dei cambiamenti annunciati non tardano a mostrarsi, indicando chiaramente il volto che il maligno ha scelto per manifestarsi: la Repubblica da poco dichiarata, portatrice di scandalose novità come la divisione tra Stato e Chiesa ed il matrimonio civile. Per difendersi da questo avversario e prepararsi agli imminenti sconvolgimenti Antonio il Consigliere e la sua gente decidono di stabilirsi a Canudos, una fazenda abbandonata in mezzo al nulla, e costruirvi un grande Tempio.
La notizia si diffonde velocemente nella caatinga spingendo verso Canudos sempre più persone, arrivando infine anche a Salvador dove attira l'interesse dell'autorità e di personaggi diversi tra loro, che vi intravedono opportunità differenti. Per Galileo Gall, frenologo e rivoluzionario scozzese capitato per sorte in terra brasiliana, potrebbe essere l'occasione di vedere finalmente realizzati quei principi per cui ha lottato tutta la vita. Per Epaminondas Gonçalves, leader del Partito Repubblicano Progressista della regione, si prospetta invece la possibilità di mettere in difficoltà le forze conservatrici locali capeggiate dal potente barone di Canabrava, che governano lo Stato di Bahia. Ed in effetti tutto sembra andare in questa direzione quando due successive spedizioni militari inviate per riportare l'ordine vengono inaspettatamente sgominate dagli straccioni di Canudos, la cui fede incrollabile riesce ad aver ragione sulla disciplina dei militari impreparati ad uno scontro così furioso. I rovesci portano l'allarme fino al cuore della nazione, da cui parte un contingente guidato dall'autoritario e brutale colonnello Antônio Moreira César, paladino delle forze repubblicane. Al Partito Autonomista Bahiano e al suo leader barone di Canabrava, indeboliti dalle accuse di connivenza con la rivolta, non resta che far buon viso a cattivo gioco appoggiando l'azione dei militari.
La marcia della colonna militare non è facile tra sete, imboscate e caldo infernale, ma nulla sembra poter opporsi alla ferrea determinazione del suo comandante, il cui unico timore è una fuga dei rivoltosi che lo privi di una vittoria netta. Verso Canudos si sta dirigendo anche Galileo Gall inseguito da Rufino, una guida del posto a cui ha stuprato la moglie dopo essere sfuggito alla morte prevista dal piano di Gonçalves, che voleva farlo passare come spia inglese alleata delle forze conservatrici. Il destino porta lo scozzese prima nelle mani del barone di Canabrava, e successivamente allo scontro con Rufino, nel quale entrambi rimangono uccisi. Nel frattempo la spedizione militare arriva in vista di Canudos, accolta da una violenta pioggia. Dopo una notte di cannoneggiamenti viene lanciato l'attacco, che trova una resistenza ben organizzata da parte dei rivoltosi, i quali sotto la guida degli esperti cangaceiro hanno scavato trincee ed eretto barricate. Il temerario tentativo del colonnello César di gettarsi nella battaglia per ridare slancio ai suoi uomini lo fa cadere in un agguato da cui esce ferito a morte, minando ulteriormente il morale degli attaccanti. Dopo un giorno di combattimenti furiosi la ritirata dei militari diventa così una fuga disordinata, rendendo la disfatta completa.
La notizia della sconfitta getta l'intera nazione nel panico, scatenando tumulti contro gli esponenti della fazione conservatrice, accusata grazie a notizie inventate di collaborare con i rivoltosi. Da tutti gli stati vengono inviate nuove forze militari, e tre mesi dopo la precedente altre due imponenti colonne di uomini, cannoni e rifornimenti si muovono verso Canudos per stroncare una volta per tutte l'insurrezione. Trappole ed imboscate riescono nuovamente a mettere in seria difficoltà gli attaccanti infliggendo gravi perdite, e anche l'attacco frontale sferrato dopo un lungo bombardamento si blocca tra le macerie delle vie trasformate in barricate dai difensori. Ma le fragili speranze degli abitanti, già messe alla prova dalla carenza di approvvigionamenti e munizioni, vengono definitivamente cancellate dall'arrivo di un nuovo contingente di rinforzi, ed alla fine l'intero insediamento viene raso al suolo e tutti i suoi abitanti trucidati. Si salvano in pochissimi, protetti dal caso o dal disegno che ha fatto intrecciare le loro vite, e che forse non vuole che quanto successo a Canudos venga dimenticato.

## Personaggi principali
| - Antônio Conselheiro - Il Beatito (Antônio) - Il Leone di Natuba (Felício), lo scriba di Canudos. - João Abade (João Satán), ex-cangaceiro, capo degli jagunços - Il Nano - Barone di Canabrava, il latifondista del Sertão. - Pajeú, ex-cangaceiro, capo degli jagunços - Rufino, il marito tradito di Jurema - Galileo Gall, l'anarchico e frenologo scozzese. - Alejandrinha Correa - Estela, la baronessa sposa del Barone di Canabrava - Sebastiana, al servizio della baronessa |  | - María Quadrado - Antônio Moreira César, il comandante della terza spedizione - Jurema - Il giornalista miope - João Grande, capo degli jagunços - Pires Ferreira, tenente comandante della prima spedizione - Antônio Vilanova - Honório Vilanova - Antônio il Fogueteiro - Caifás, capo dei capanga ("complici") di Epaminondas Gonçalves - Epaminondas Gonçalves, il politico repubblicano cospiratore contro gli autonomisti dello stato di Bahia |

## Genesi dell'opera e ricezione critica
Prima di scrivere il libro, Vargas Llosa nel 1973 lavorò alla sceneggiatura di un film sugli eventi di Canudos, che però non venne mai realizzato. Come fonte principale l'autore si basò principalmente su un grande classico della letteratura brasiliano, scritto nel 1902, Os Sertões (Brasile Ignoto, nell'edizione italiana), scritta da un testimone diretto delle fasi finali della vicenda, Euclides da Cunha, inviato come corrispondente di un giornale di San Paolo al seguito dell'ultima spedizione militare. Il lavoro di documentazione e scrittura fu particolarmente lungo ed impegnativo, e lo scrittore ha più volte dichiarato di considerare l'opera come la più riuscita.
Il giudizio della critica concorda con quello dell'autore, l'opera viene infatti considerata una delle più importanti ed ambiziose dello scrittore peruviano, sia per la vivacità ed il realismo con cui ogni personaggio è caratterizzato, che per la grandiosità e la capacità di affrontare temi estremamente complessi come millenarismo e mito rivoluzionario. Fu la prima tra quelle citate nel discorso di presentazione in occasione del conferimento del Nobel nel 2010.

## Edizioni italiane
- La guerra della fine del mondo, traduzione di Angelo Morino, Collana Supercoralli, Torino, Einaudi, novembre 1983, ISBN 88-06-05672-7. - Collana ET. Letteratura n.95, Einaudi, 1992, ISBN 978-88-061-2935-4; Collana ET. Scrittori, Einaudi, 2019, ISBN 978-88-062-4301-2.